# Robin Stanek
Robin Stanek (nacido el 3 de enero de 1995) es un tenista profesional de República Checa, nacido en la ciudad de  Praga.

## Carrera
Su mejor ranking individual es el N.º 288 alcanzado el 21 de marzo de 2016, mientras que en dobles logró la posición 542 el 9 de junio de 2014.
No ha logrado hasta el momento títulos de la categoría ATP ni de la ATP Challenger Tour.